# 约翰·巴考尔
约翰·诺里斯·巴考尔（英語：John Norris Bahcall，1934年12月30日—2005年8月17日），美国天体物理学家，最知名于对太阳中微子问题的贡献，对哈勃空间望远镜的开发和对普林斯顿高级研究院的领导，曾与埃利·沃克斯曼共同提出沃克斯曼-巴考尔界限。

## 奖项和荣誉
- 海伦·B·华纳天文学奖 (1970年)[1]
- 美国文理科学院院士 (1976年)[2]
- 美国航天局杰出公共服务奖章 (1992年)
- 丹尼·海涅曼天体物理学奖 (1994年)[3]
- 汉斯·A·贝特奖 (1998年)
- 美国国家科学奖章 (1998年)
- 亨利·诺里斯·罗素讲座 (1999年)
- 丹·戴维奖 (2003年)
- 皇家天文学会金质奖章 (2003年)
- 费米奖 (2003年)
- 本杰明·富兰克林奖章 (2003年)
- 成就学院金板奖(2004年)
- 美国国家科学院康斯托克物理学奖 (2004年) [4]

## 延伸阅读
- Haxton, W. . Annual Review of Nuclear and Particle Science. 2009, 59: 1–20. Bibcode:2009ARNPS..59....1H. arXiv:0904.2865 . doi:10.1146/annurev.nucl.010909.083722.
- Pinsonneault, M. . ASP Conference Series. 2008, 384: 3  [2013-10-01]. Bibcode:2008ASPC..384....3P.